# L'Éternité des formes
L'Éternité des formes (titre original : The Eternity of Forms) est une nouvelle de l'écrivain américain Jack London, publiée aux États-Unis en 1911.

## Historique
La nouvelle est publiée initialement dans le Red Book Magazine en mars 1911, avant d'être reprise dans le recueil The Turtles of Tasman en septembre 1916.

## Éditions

### Éditions en anglais
- The Eternity of Forms, dans Red Book Magazine, périodique, mars 1911.
- The Eternity of Forms, dans le recueil The Turtles of Tasman, New York ,The Macmillan Co, septembre 1916.

### Traductions en français
- L'Éternité des formes, traduction de Louis Postif, 1931-1932.
- L'Éternité des formes, traduction de Louis Postif, in Les Condamnés à vivre, recueil, U.G.E., 1975.
- L'Éternité des formes, traduction de Louis Postif, in Mille fois mort, recueil, U.G.E., 1981.